# Президий
Президий е отбранително съоръжение.
Явява се в няколко надписа от римската епоха в Тракия, в които се описват мерките за укрепване на римски провинции или градски територии. Според прякото тълкувание на текстовете се приема, че това са гранични съоръжения, но други изследователи допускат възможността да са изграждани и във вътрешността на териториите, като са имали функции с отбраната от вътрешни размирици.